# 梅文鼏
梅文鼏，字尔素，寧國府宣城縣人，清朝初年天文学家、数学家，梅文鼎的弟弟。
他精通天文历算，对中国和西洋的天文计算理论方法有比较研究。著有《中西经星同异考》一卷。梅文鼏又有累年算稿，梅文鼎为他录存，名为《授时步交食式》一卷。又有《几何类求新法》，算书中比例规解，本没有算例，梅文鼎作度算，用梅文鼏所补，参以陈荩谟尺算用法。